# Ерыкалов, Владимир Васильевич
Владимир Васильевич Ерыкалов (род. 10 января 1976) — российский легкоатлет, специалист по бегу на короткие дистанции. Выступал на профессиональном уровне в 1998—2005 годах, чемпион России в помещении, многократный победитель и призёр первенств всероссийского значения. Представлял Свердловскую область. Мастер спорта России (1999). Тренер по лёгкой атлетике.

## Биография
Владимир Ерыкалов родился 10 января 1976 года. Начал заниматься лёгкой атлетикой в 1996 году, проходил подготовку в Екатеринбурге. Окончил факультет физической культуры Уральского государственного педагогического университета (2002).
Первых серьёзных успехов на всероссийском уровне добился в сезоне 1998 года, когда в беге на 200 метров выиграл серебряную медаль на чемпионате России среди студентов в Екатеринбурге, выступил на зимнем и летнем чемпионатах России в Москве. На летнем в четвертьфинале установил свой личный рекорд в беге на 100 метров — 10,75.
В 1999 году отметился выступлениями на зимнем чемпионате России в Москве и на летнем чемпионате России в Туле.
В 2000 году среди прочего стартовал на зимнем чемпионате России в Волгограде и на летнем чемпионате России в Туле.
В 2001 году на зимнем чемпионате России в Москве установил личные рекорды в беге на 60 и 200 метров в помещении — 6,90 и 21,97 соответственно, тогда как в эстафете 4 × 200 метров с командой Свердловской области одержал победу.
На чемпионате России 2002 года в Чебоксарах выиграл серебряную медаль в эстафете 4 × 100 метров.
В 2003 году стал бронзовым призёром в эстафете 4 × 200 метров на зимнем чемпионате России в Волгограде, серебряным призёром в эстафете 4 × 100 метров на летнем чемпионате России в Туле.
В 2004 году стартовал на зимнем чемпионате России в Москве и на летнем чемпионате России в Туле.
Завершил спортивную карьеру по окончании сезона 2005 года.
Впоследствии работал тренером в детско-юношеской спортивной школе «Росток» в Екатеринбурге, участвовал в ветеранских соревнованиях по лёгкой атлетике.